# Bocardo

Diagramme de Venn d'un syllogisme en Bocardo.

Bocardo est un terme de la logique aristotélicienne désignant un des six syllogismes de la troisième figure des vingt-quatre modes. Il comprend une majeure de type O, une mineure de type A et une conclusion de type O, c'est-à-dire une majeure particulière négative, une mineure universelle affirmative et une conclusion particulière négative.
Un syllogisme en Bocardo consiste en une proposition de ce type : Quelque P n'est pas S, or tout P est F, donc quelque F n'est pas S.
Les cinq autres syllogismes de la troisième figure sont Darapti, Datisi, Disamis, Felapton et Ferison.

## Exemples de syllogismes en Bocardo
1. Certaines volailles ne volent pas ;
2. Or toute volaille est un oiseau ;
3. Il y a donc des oiseaux qui ne volent pas.

1. Certains chats domestiques ne sont pas calmes ;
2. Tous les chats domestiques sont castrés ;
3. Donc certains chats castrés ne sont pas calmes.

1. « Il y a des colères qui ne sont pas blâmables ;
2. Toute colère est une passion ;
3. Donc il y a des passions qui ne sont pas blâmables. »[1]